# TV Nordestina
TV Nordestina é uma emissora de televisão brasileira sediada em Campina Grande, agreste do estado da Paraíba. Opera na TV por assinatura via cabo pelo canal 179 da Brisanet. A emissora é de propriedade do publicitário e apresentador Abilio José. Inaugurada em 8 de outubro de 2019, o canal foi projetado desde 2017, sendo a primeira emissora de TV por assinatura da cidade de Campina Grande. Seus estúdios estão localizados na Rua Miguel Couto - 133, as margens do Açude Velho, um dos principais cartões-postais da cidade.

## História
Em 04 de setembro de 2017, o proprietário da emissora Abílio José adquire uma unidade móvel Van Ducato adaptada para produção, captação, transmissão, gerenciamento e distribuição de conteúdo audiovisual SD, HD e 4K para broadcast e em outras plataformas (satélite, fibra e IP).
Em 18 de setembro de 2019, o complexo de estúdios é apresentado para anunciantes locais e convidados em uma festa realizada na sede da futura emissora, localizada na rua Miguel Couto no centro de Campina Grande. As novas instalações, abrange mais de 300m2, com 4 ilhas de edição de vídeo de última geração, sala de reuniões, estúdio de rádio (para a futura emissora de radio), redação para jornalismo, switcher e Master FullHD.
Em 08 de novembro, a nova emissora entrou no ar em fase experimental transmitindo alguns programas pelo site oficial, preparando a emissora para sua estreia na Brisanet.
Em 13 de novembro, é concluído o processo de encaminhamento das primeiras imagens da emissora, sendo enviada para a central de captação de imagens em Juazeiro do Norte, no Ceará. 
Em 26 de dezembro, a TV Nordestina é adicionada a Brisanet sendo transmitida pelo canal 179.
Em 17 de fevereiro de 2020, a emissora anunciou uma parceria com a TV Evangelizar para exibir parte da programação da rede católica.